# 汉学丛书
汉学丛书（Variétés sinologiques）是一套丛书，內容是天主教传教士汉学的研究成果。出版机构是位于中华人民共和国上海徐家汇的土山湾印书馆，由该馆在1892至1938年间陆续出版，共计66号。